# Salome Sticken
Salome Sticken (geboren um 1369 in Groenlo; gestorben 17. Oktober 1449 in Diepenveen) war eine niederländische Ordensfrau und Priorin des Klosters Diepenveen. Sie war die Autorin der „Lebensregel für Frauen“ der Devotio moderna.

## Leben
Salome Sticken wurde um 1369 in Groenlo als Tochter des Großgrundbesitzers Harmen Sticken geboren. In ihrer Vita wird ihr Leben aus einer stark gefärbten Perspektive beschrieben. Ihr Vater Harmen Sticken soll eine Predigt des Begründers der „Devotio moderna“ Geert Groote besucht haben. Von dessen Worten soll er so berührt gewesen sein, dass er konvertieren wollte. Als Zeichen seiner inneren Wandlung soll er sieben Jahre lang eine Art Kettenhemd direkt auf der nackten Haut getragen haben und um seinen Körper von Sünden zu befreien, soll er sich wiederholt gegeißelt haben.
Regelmäßig soll die junge Salome Sticken an diesen Selbstkasteiungen teilgenommen haben, da ihr Vater so hoffte, dass durch dieses Beispiel etwas Gutes aus ihr entstehen würde. Ihr Vater soll seine, in seinen Augen spirituell vielversprechende Tochter auch bei einigen Gelegenheiten gegeißelt haben. Zunächst zeigte Salome Sticken für diese spirituellen Ansichten wenig Neigung und begann sich, nachdem sie vierzehn Jahre alt war, für ein weltliches Leben zu interessieren. Zwar war sie eher klein, doch soll sie eine bezaubernde Schönheit besessen haben. Wie für Mädchen ihres Standes üblich, trug sie schöne Kleidung und Schmuck und besuchte regelmäßig adelige Höfe. Dennoch entschied sie sich nach dieser Einführung in das weltliche Leben für ein spirituelles Leben. Als sie etwa zwanzig Jahre alt war, rief Papst Urban VI. das Jahr 1390 zum Jubeljahr aus. Jeder, der in die Heilige Stadt kam, erhielt einen Ablass für die Sünden. Salome empfand eine Reise nach Rom als zu beschwerlich und suchte nach einer anderen Möglichkeit der Buße. Sie lernte Johan de Waal, Propst und Prior des Klosters Bethlehem in Zwolle kennen. Dieser versprach ihr „eine römische Reise“, brachte sie jedoch anstatt nach Rom, im selben Jahr zum Meester-Geertshuis in Deventer.

## Meester-Geertshuis
Geert Groote stellte im Jahr 1374 sein Elternhaus in Deventer Frauen zur Verfügung, die ein spirituelles Leben führen wollten. Das Meester-Geertshuis, wie es bald genannt wurde, wurde so zum führenden Ort der neuen spirituellen Bewegung. Die Bewohnerinnen wurden „Schwestern des gemeinsamen Lebens“ genannt. Diese Schwestern wurden ab 1392 von Johannes Brinckerinck geistlich betreut. Brinckerinck gründete fünf weitere Schwesternhäuser in Deventer und das Kloster der Heiligen Maria und Agnes in Diepenveen. Brinckerinck war es auch, der Salome Stickens großes Verwaltungstalent erkannte. Sticken hatte erst wenige Jahre im Meester-Geertshuis gelebt, als sie zur Leiterin ernannt wurde. Diese Entscheidung war für Sticken eine große Belastung, sie fürchtete sich vor der großen Verantwortung, die auf sie wartete, und schreckte auch vor den weltlichen Sorgen zurück, die diese Aufgabe zweifellos mit sich bringen würde. Dennoch leitete sie das Meester-Geertshuis siebzehn Jahre lang, auch wenn sie weiterhin versuchte, ihrem Posten abzugeben. Ihre Chance sah sie 1408, als sie die Erlaubnis erhielt, nach Kampen zu gehen und von dieser Reise nichts zurückkehrte. Dadurch verlor sie ihren Platz im Meester-Geertshuis, wurde aber nun auch von ihrem Rektorat entbunden.

## Diepenveen
Sie wurde nach Diepenveen versetzt, wo Johannes Brinckerinck 1400 eine Zweigstelle des Meester-Geertshuis gegründet hatte. Auch verheiratete Frauen und Witwen konnten hier gemäß der Satzung aufgenommen werden. Anfang 1408 wurde Diepenveen zu einem Frauenkloster, das nach der Regel des Augustinus lebte. Das junge Kloster schloss sich dem Kapitel von Windesheim an, dem 1395 gegründeten klösterlichen Zweig der Devotio moderna. Salome kam kurz nach der Einkleidung der ersten Schwestern an und wurde sofort als Novizin eingekleidet. Sie selbst wäre lieber Laienschwester geworden, also „Conversin“, um nicht erneut eine leitende Stellung einnehmen zu müssen, wurde aber durch die Verpflichtung, die Ordenstracht zu tragen, in die Irre geführt, so dass sie schließlich Chorschwester wurde. Kurz nach ihrer Profess im Jahr 1409 wurde Sticken Subpriorin und 1412 von der Klostergemeinschaft zur Priorin gewählt. Dieses Amt behielt sie bis 1446. Drei Jahre später starb sie.
Während des Priorats von Salome Sticken blühte Diepenveen auf. Das Kloster zog Postulantinnen an und erhielt dank des ausgezeichneten Rufs großzügige Spenden. So entwickelte sich Diepenveen zum Modellkloster der Frauenbewegung der Devotio moderna. Viele der Schwestern stammten aus wohlhabenden Familien, wie zum Beispiel Elsebe van Delden, Jutta van Ahaus, Zwedera van Rechteren und die Schwestern Aleid, Gertruid und Swene. Mindestens siebzehn Mal reisten delegierte Schwestern aus Diepenveen zu Klöstern von Friesland bis Brabant und von Holland bis Sachsen, um den dortigen Schwestern beizubringen, nach den Vorstellungen Geert Grootes zu leben.
In Diepenveen lebten die Schwestern in Klausur. Das sogenannte Schloss durften nur die Chor- und Laienschwestern betreten. Innerhalb des Klosters leitete Priorin Sticken die Schwestern an und brachte sie an ihre spirituellen Grenzen. In den wöchentlichen Schuldkapiteln, in denen die Versäumnisse der Schwestern offen zur Sprache gebracht wurden, gelang es der strengen Priorin immer wieder, Ansätze zu finden, wie die Schwestern ihr Leben verbessern konnten. Wenn eine Schwester dort nichts gegen sich vorbringen konnte, zögerte Sticken nicht, ihr etwas vorzuwerfen, was sie überhaupt nicht getan hatte. Die zu Unrecht beschuldigte Schwester erfuhr daraufhin die „heilende Wirkung der öffentlichen Demütigung, die sie für einen Augenblick Christus gleich machte“.
Salome Stickens Frömmigkeit neigte zum Mystischen. Es kam oft vor, dass sie während des Stundengebets von der göttlichen Gnade so berührt wurde, dass sie ihre Ergriffenheit nicht verbergen konnte. Sie wurde von Tränen überwältigt oder verlor die Kontrolle über ihre Gliedmaßen. Dies wurde als ein Zeichen dafür gedeutet, dass Gott ihren Lebensstil billigte. Salome Sticken war damit das perfekte Vorbild für die moderne gläubige Frau: einerseits streng und zu jeder Selbsterniedrigung bereit, andererseits empfänglich für die Gegenwart Gottes. Die Anekdoten und Beispiele ihrer Darbietung sollten ihre Seelenverwandten inspirieren.
In Diepenveen starb Salome Sticken am 17. Oktober 1449.

## Devotio moderna
Bei der Verbreitung der Ideale der Devotio moederna und der Gründung von Schwesternhäusern in Westfalen hielt man es für sinnvoll, Anweisungen zu verfassen, die von einer Frau kamen. Salome Sticken war die ideale Figur, um dies zu vermitteln. Dazu wurde die Vivendi-Formel aufgestellt, eine Lebensregel für Frauen. Anhand von Anekdoten aus der Praxis des Meester-Geertshuis und Diepenveen zeigte Salome Sticken, wie das Ideal der Devotio moderna gestaltet werden sollte.
Salome Sticken wird als eine der führenden Persönlichkeiten der „Devotio moderna“ angesehen. In dieser Bewegung spielten Frauen eine wichtige Rolle, auf jeden männlichen Anhänger der Bewegung kamen mindestens drei Frauen, wie moderne Forschungen ergeben haben. Viele Hunderte schlossen sich dieser Reformbewegung aufgrund ihrer eigenen religiösen Überzeugungen an.
Es war in der Bewegung üblich, die Lebensgeschichten oder „Vites“ wichtiger Mitglieder der Bewegung als fruchtbares Beispiel aufzuzeichnen. So entstanden die „Schwesternbücher“, in denen die Geschichte eines Schwesternhauses oder -klosters in Form von Biografien der Schwestern festgehalten wurde. In diesen Schwesternbüchern sind teilweise verstörende Einblicke in die religiösen Ansichten dieser Frauen enthalten, für die Demut und Selbsterniedrigung die höchsten Werte waren. Dies traf gewiss auch auf Salome zu: Ihre Spiritualität wird im Sprichwort der Anhänger prägnant zusammengefasst: „zwighen, wicken ende duken“.
Salome Sticken gehörte zu der erlesenen Gruppe der Anhängerinnen, die direktes Lob von ihren männlichen Kollegen erhielten. In einer der Biographien heißt es, dass Sticken sich den Priestern und Pfarrern, die über ihr standen, immer demütig unterwarf, dass sie ihnen andererseits aber auch „zu sagen pflegte, wie gut sie seien“. Pater Joost Claesz, Pfarrer von Diepenveen in den Jahren 1419–1423, sagte über sie, dass man zwischen hier und Rom „keine so weise, aufgeklärte Frau“ finden würde. Stickens Biografien sind mit Anekdoten durchsetzt, die ihre große Heiligkeit belegen sollen. Die Anekdoten sind nicht ohne legendären Charakter und zeigen wie groß die Wertschätzung Salome Stickens bei ihren Untergebenen war. Im Stil der Heiligenlegende werden in Stickens Biographie auch einige wundersame Ereignisse nach ihrem Tod beschrieben. Es waren nicht so sehr Stickens besondere Werke oder ihre umfangreichen Schriften, die ihren Einfluss ausmachten, sondern ihre vorbildliche Lebenseinstellung, die sie zu einem geistigen Vorbild machte.
Für die weiblichen Anhänger diente Salome Stickens Lebenseinstellung als inspirierendes Beispiel. Sie hatte führende Positionen in zwei der wichtigsten Stiftungen dieser Bewegung inne: dem Meester-Geertshuis in Deventer und dem Kloster in Diepenveen. Die exemplarische Lebensgeschichte von Salome Sticken wurde an unterschiedlichen Orten und von unterschiedlichen Personen aufgezeichnet. Es sind jetzt noch vier Versionen übrig, drei auf Mittelniederländisch und eine auf Latein. Damit ist Salome Sticken die am häufigsten beschriebene Frau der Devotio moderna.